# 阿布·优素福·雅各布·曼苏尔
阿布·优素福·雅各布·本·优素福·本·阿卜杜勒·慕敏·曼苏尔（阿拉伯语：أبو يوسف يعقوب بن يوسف بن عبد المؤمن المنصور；约1160年—1199年1月23日），穆瓦希德王朝哈里发，1184年至1199年在位。
曼苏尔治下贸易繁荣，建筑艺术、哲学和科学研究发展繁盛，和基督徒在伊比利亚半岛的战事也处在上风。

## 生平
曼苏尔的父亲阿布·雅各布·优素福在1184年7月29日离世，由曼苏尔即位。他即位之初，镇压了穆拉比特王朝余部加尼亚家族的起事，随后他便进军伊比利亚，为父亲报仇。1190年7月13日，他率军围攻葡萄牙圣殿骑士团的据点托马尔，遭到失败。1191年，他率军攻占阿尔布费拉地区的帕德内要塞（Castelo de Paderne），进而控制阿尔布费拉地区。其在这一阶段的战事以后续多次胜利告终，最终他带着3,000名基督徒战俘返回非洲。然而此后基督徒趁势再度进攻，攻占了锡尔维什、贝拉和貝雅。曼苏尔闻讯率军又返回伊比利亚，再度击败基督徒的军队。他将基督徒以50人为一单位捆绑，运回非洲作为奴隶。
1195年7月18日，曼苏尔在阿拉科斯战役击败了阿方索八世的30万大军，15万基督徒丧命，曼苏尔获得的战利品不计其数。曼苏尔因此役得到了“因真主得胜”（al-Mansur Billah）的绰号。

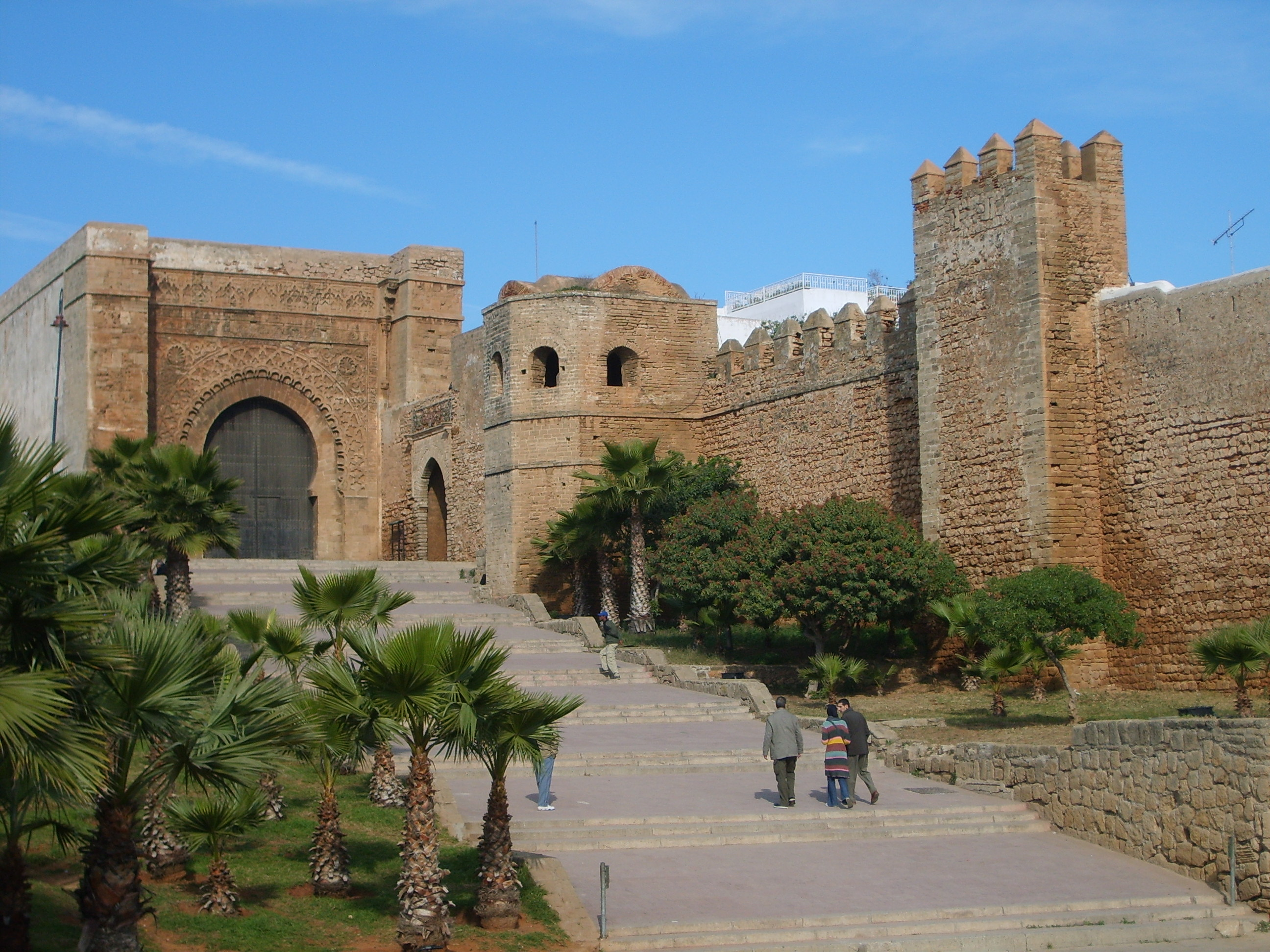
曼苏尔统治时期建造的乌达亚斯城堡大门

曼苏尔统治期间建造了数个大型工程，他在拉巴特的乌达亚斯城堡（Qasbat al-Awdāya）建造了大门。他在马拉喀什建造了大规模的城堡宫殿建筑群，如今为马拉喀什老城。据称马拉喀什著名的库图比亚清真寺也是在曼苏尔时代完工的。他曾希望在拉巴特建造世界规模最大的清真寺，但因其逝世而作罢，仅剩下建成的宣礼塔，如今称为哈桑塔。拉巴特的鲁瓦门（Bab er-Rouah）也是曼苏尔下令建造的。
曼苏尔庇护哲学家伊本·鲁世德，让他在宫中任职，但在1195年因其著作争议而被曼苏尔驱逐。曼苏尔也是一位扎希丽派宗教学者，著有一部有关圣训圣行的书籍。他继续父亲统一思想的政策，焚毁了父亲查禁的违反扎希丽派教义的法学书籍。
1199年1月23日，他在马拉喀什逝世。
摩洛哥非斯的穆雷雅各就得名于阿布·优素福·雅各布·曼苏尔，此处的疗养温泉较为著名。